# Killarney, Queensland
Killarney är en ort i Australien. Den ligger i kommunen Southern Downs och delstaten Queensland, omkring 120 kilometer sydväst om delstatshuvudstaden Brisbane. Antalet invånare är 831.
Runt Killarney är det mycket glesbefolkat, med 2 invånare per kvadratkilometer.. Killarney är det största samhället i trakten. 
I omgivningarna runt Killarney växer huvudsakligen savannskog. Genomsnittlig årsnederbörd är 1 168 millimeter. Den regnigaste månaden är januari, med i genomsnitt 235 mm nederbörd, och den torraste är september, med 32 mm nederbörd.